# 加茂遺跡 (川西市)
加茂遺跡（かもいせき）は、兵庫県川西市にある弥生時代の集落遺跡。国の史跡に指定されている。
伊丹段丘の東北端、標高40～45メートルの大阪平野を一望できる場所に立地している。東西800メートル、南北400メートル、広さ約20万平方メートルの規模に及ぶ広大な環濠集落である。環濠集落の中でも防御性に特徴がある、斜面環濠をもつ遺跡として例の少ない遺跡である。

## 発掘調査の経緯
1911年（明治44年）に、台地の東斜面から「栄根銅鐸」が発見された。それに従い、近くの石器製作所跡として紹介された。その後、1952年（昭和27年）から2005年（平成17年）までの間に225回にわたって学術調査が行われ、2000年（平成12年）に国史跡に指定された。

## 遺跡の概要

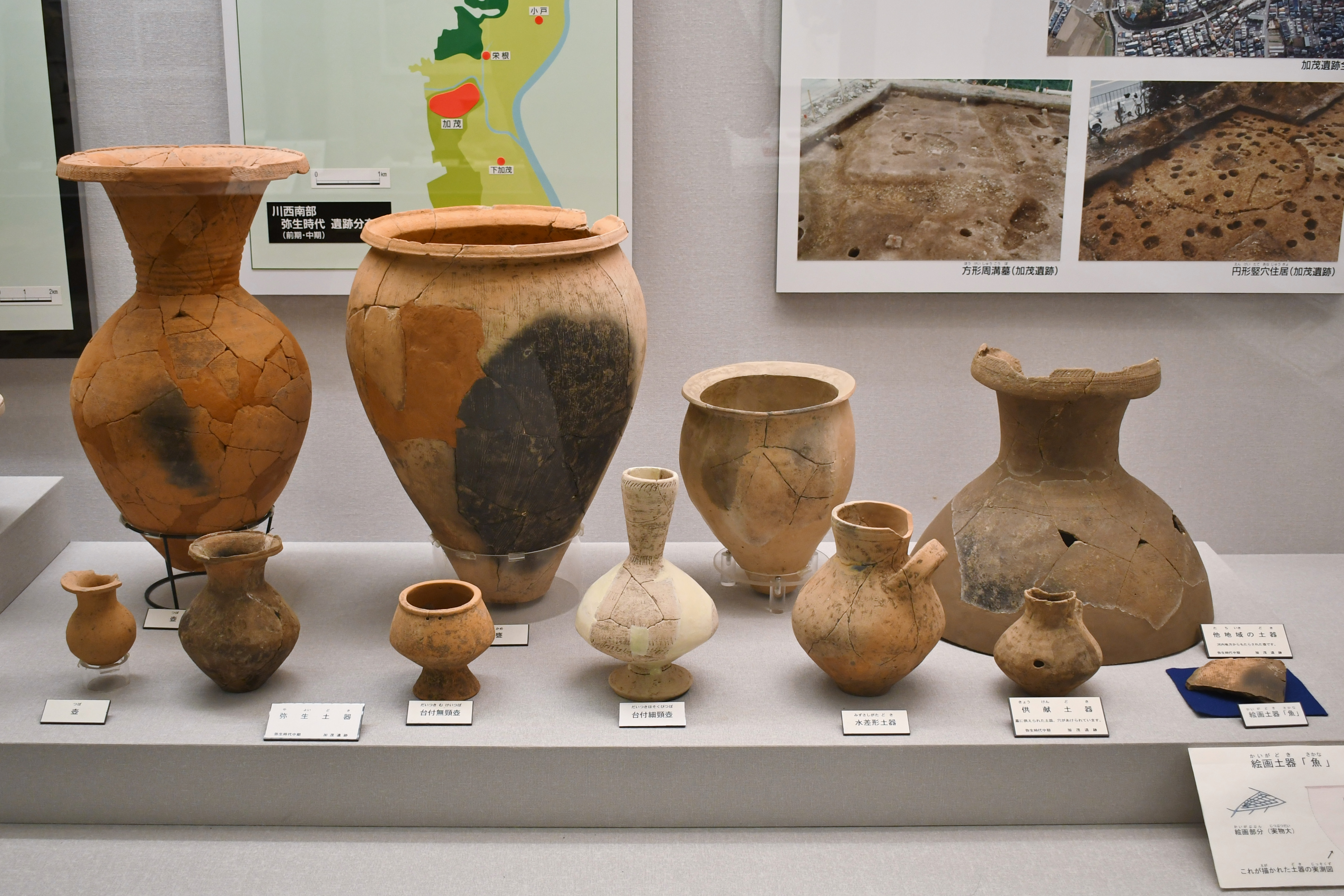
出土土器川西市文化財資料館展示。

調査の結果、遺跡東部に竪穴建物の並ぶ居住区、西部に方形周溝墓・木棺墓の並ぶ墓地の存在が判明した。このことで遺跡全体が計画的に区画されていることが明らかになった。また、1992年（平成4年）の調査では、大型の掘立柱建物とそれを囲む方形区画が見つかった。集落の首長層の居館か宗教施設の可能性が推定されている。

## 遺跡の公開
1936年（昭和11年）に近隣の宮川雄逸が加茂遺跡で採集した土器と石器を展示するために開館した「宮川石器館」がある。また、1993年（平成5年）、加茂遺跡をはじめとする川西市内遺跡の出土遺物を収蔵・展示する「川西市文化財資料館」がオープンした。

## 文化財

### 国の史跡
- 加茂遺跡 - 2000年（平成12年）7月31日指定、2011年（平成23年）2月7日・2015年（平成27年）3月10日・2025年（令和7年）3月10日に史跡範囲の追加指定。